# Jürgen Pichorner
Jürgen Gerhard Pichorner (* 31. August 1977 in Villach) ist ein österreichischer Fußballspieler und -trainer.

## Karriere
Jürgen Pichorner (Spitzname "Pico") begann seine Karriere beim SV Spittal/Drau. Er fiel das erste Mal im Profibereich beim LASK Linz auf. Im Frühjahr 2002 wurde Pichorner vom damaligen Sportdirektor Otto Barić gemeinsam mit Ewald Brenner zum SV Austria Salzburg geholt. 
Als einer von nur wenigen Spielern wurde er auch nach der Übernahme des Vereins durch die Red Bull GmbH nicht abgegeben und behielt in der Saison 2005/06 seinen Stammplatz in der Mannschaft.
Im August 2006 wechselte Jürgen Pichorner jedoch zum Bundesligisten SV Ried, mit dem er zwei Mal den UEFA-Cup erreichte und 2007 Vizemeister wurde. Im Sommer 2008 wechselte er in seine Heimat zum SK Austria Kärnten. Ein Jahr später wechselte er zum Bundesligaabsteiger SCR Altach in die zweitklassige Erste Liga. 2010 kehrte er zu seinem Heimatverein, dem SV Spittal, zurück und spielt nun in der vierten Liga (Kärntner Liga). Diesem kehrte er zum Ende der Saison 2013/14 den Rücken, um noch ein Jahr beim SV Rothenthurn in der fünften Liga (Kärntner Unterliga West) anzuhängen. Nachdem er mit der Mannschaft abgestiegen war, hängte er noch eine Spielzeit an, kam dabei jedoch nur zu verhältnismäßig wenig Einsätzen, um seine Karriere als Aktiver zu beenden. 2018 kehrte er nochmals als Fußballspieler zurück und absolvierte 2017/18 und 2018/19 jeweils ein Spiel für den SV Penk/Reisseck in der fünftklassigen Unterliga West, bei dem er in dieser Zeit als Trainer fungierte.